# Livanátes
Livanátes, en grec moderne : Λιβανάτες, est une ville du dème des Locriens, dans le district régional de Phthiotide, en Grèce-Centrale.
Selon le recensement de 2011, la population de la ville compte 2 559 habitants.
Il s'agit également d'une station balnéaire, avec des plages et des restaurants. Néanmoins, il ne s'agit pas d'une destination touristique : elle est fréquentée plutôt  par  les habitants de la région.